# Фримпонг, Годфрид
Годфрид Айесу Овусу Фримпонг (нидерл. Godfried Ayesu Owusu Frimpong; род. 21 апреля 1999, Роттердам, Южная Голландия) — нидерландский футболист ганского происхождения, защитник клуба «Морейренсе».

## Клубная карьера
Фримпонг — воспитанник роттердамской «Спарты» и лиссабонской «Бенфики». 16 февраля 2019 года в матче против «Варзина» он дебютировал за дублирующий состав в Сегунда лиге. Летом 2021 года Фримпонг перешёл в «Морейренсе». 7 августа в матче против «Бенфики» он дебютировал в Сангриш лиге.